# Гаррос, Ролан
Эжен Адриен Рола́н Жорж Гарро́с (фр. Eugène Adrien Roland Georges Garros ; 6 октября 1888, Сен-Дени (Реюньон) — 5 октября 1918, Вузье) — французский лётчик, спортсмен, герой Первой мировой войны и первый лётчик-истребитель.
Иногда Ролану Гарросу приписывают титул «первого воздушного аса», что предполагало уничтожение в воздухе 5 и более самолётов противника.

## Биография

### Начало авиационной карьеры
Эжен Адриен Ролан Жорж Гаррос родился в Сен-Дени, Реюньон. Он с детства увлекался игрой на фортепиано и в юношеском возрасте приехал в Париж, чтобы продолжить своё музыкальное образование. Учился в юридическом лицее. Однако, в Париже Ролан впервые увидел аэроплан, после чего карьера музыканта его больше не интересовала. В 1909 году Гарросу удалось упросить известного пилота Альберто Сантос-Дюмона научить его летать. Через год, в июле 1910, он получил лицензию пилота «бреве» № 147, и вскоре стал одним из лучших авиаторов Франции.
Гаррос организовал воздушный цирк и отправился с ним на гастроли в Мексику и США, где выступал в течение года. Потом вернулся во Францию и принял участие во многих соревнованиях.
В 1911 Гаррос участвовал в воздушных гонках Париж—Мадрид и Париж—Лондон—Париж, в ней он занял второе место.
В сентябре 1911 он установил мировой рекорд высоты — 5610 м.
23 сентября 1913 года Ролан Гаррос получил мировую известность, совершив на самолёте Morane-Saulnier H с двигателем Гном Sigma первый беспосадочный перелёт через Средиземное море из Фрежюса на юге Франции в Биззерту в Тунисе. Расстояние в 730 км он преодолел за 8 часов. Гаррос так рассказывал об этом полёте:

«Находясь над открытым морем, я обнаружил, что горючего осталось двадцать литров, максимум на час полёта. И тут в разрывы облаков я увидел три маленькие чёрные точки, над ними — три вьющихся дымных хвоста… Страхи разом исчезли! Я был больше не одинок… Снижаюсь… Меня замечают. Все три судна разворачиваются и следуют моим курсом».
Моряки развернулись, чтобы иметь возможность оказать помощь лётчику.
Когда Гаррос приземлился в Бизерте, в баке его Морана оставалось пять литров бензина.
Осенью 1913 года за этот перелёт его наградили Орденом Почётного Легиона.
В начале 1914 года Гаррос встретился в Париже с известным русским авиатором Харитоном Славороссовым. Ролан Гаррос вместе с авиатором Жюлем Ведрином помогли Славороссову устроиться «гастролирующим пилотом» в фирмы Кодрон и Моран-Солнье.
Неоднократно участвовал в демонстрационных полётах в Европе и в США. Во время одного из таких показательных воздушных выступлений в Германии его застало начало Первой мировой войны. Гарросу удалось ночью без помощи обслуживающих немецких техников завести свой самолёт и удачно перелететь во Францию (в то время только единичные авиаторы осмеливались летать в тёмное время суток).

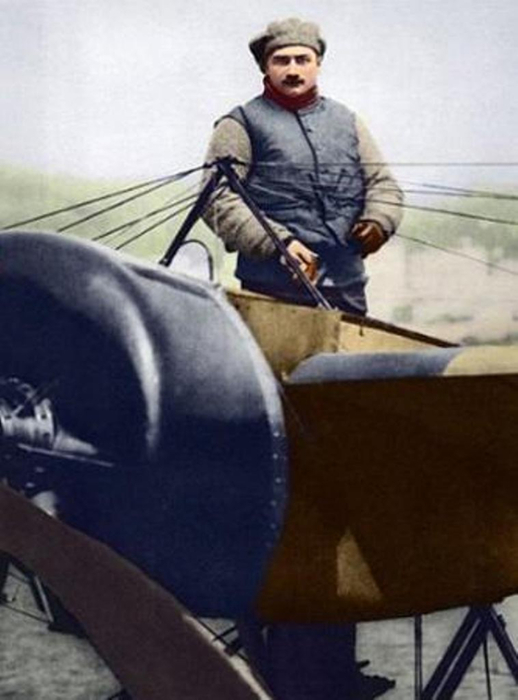
Ролан Гаррос

### Первая мировая война
Сразу после начала войны, 1 августа 1914 года, Гаррос записался добровольцем в армию и получил назначение в 23-ю эскадрилью «MS 23», оснащённую самолётами «Моран Парасоль» (Morane Saulnier type L), построенных для Турции, но конфискованных с объявлением мобилизации. Был пилотом эскадрильи «MS 23» со 2 августа 1914 года по 3 февраля 1915 года. C 3 февраля по 18 апреля 1915 года — в эскадрилье «MS 26».
При выполнении разведывательных полётов ему хотелось также сбивать в воздухе немецкие самолёты. На вооружении лётчика тогда был только револьвер или карабин, с помощью которых можно было только попытаться ранить или убить пилота противника.
Ещё в 1913 году инженеры Солнье и Шнейдер запатентовали новую схему синхронного пулемётного привода, что дало возможность укреплять пулемёт на фюзеляже непосредственно рядом с кабиной и вести огонь через плоскость, вне зоны винта. Однако это новшество тогда реализовано не было.
Гаррос первым установил пулемёт, совмещённый с продольной осью самолёта. Он рассчитал, что около 7 % пуль будут попадать в лопасти, поэтому сконструировал специальное откидное устройство в виде треугольной призмы, сделанной из стали и укреплённой на лопастях винта с выдерживанием угла в 45° в месте пересечения линии лопасти с каналом ствола пулемёта. В данном случае пулемёт устанавливался таким образом, что пули при ведении огня попадали только в установленные грани стальных треугольников и при этом не пробивали винт. Конечно, от этого нововведения наряду с плюсами было и очень много минусов. Так, полезная мощность винта снижалась на 10 %, большое количество пуль так и не достигали цели, но в то же время главная цель была достигнута — пулемёт мог вести огонь через винт.
В феврале 1915 года на фронт в распоряжение су-лейтенанта Гарроса был предоставлен одноместный «Моран Парасоль», оснащённый неподвижным пулемётом и отсекателями на лопастях винта.
Это событие можно считать рождением самолёта-истребителя в классическом понимании этого термина.
|                                                                                              |                        |                                                                        |                                         |
| Воздушный винт с отражателями пуль, извлечённый немцами из обломков аэроплана Ролана Гарроса | Синхронизатор пулемёта | Установка пулемёта Виккерс, стреляющего через винт, на аэроплане Моран | Установка пулемёта Виккерс на СПАД VII. |

Благодаря этому новшеству 1 апреля 1915 года Гаррос сбил на высоте 1000 метров немецкий самолёт-разведчик «Альбатрос» (вероятнее всего, «Albatros B.III»)
8 апреля французский лётчик провёл три воздушных боя за день, отправив одного противника в беспорядочное падение (но самого падения никто, включая Гарроса, не наблюдал, поэтому победу не засчитали), а двух других заставил спикировать под защиту своих зенитных пулемётов.
14 апреля во время патрулирования Гаррос сбил одного из двух немецких «Авиатиков», проводивших разведку.
Утром 18 апреля 1915 года Гаррос провёл ещё один удачный бой, отчитавшись по возвращении об ещё одном сбитом «Альбатросе», а вечером вылетел на бомбардировку железнодорожных объектов в районе Курти. Не найдя в городе достойного объекта, Гаррос направился дальше на север вдоль железнодорожных путей и атаковал приближающийся эшелон. Первая бомба упала на рельсы перед паровозом. Солдаты охраны немедленно открыли огонь по кружившему на малой высоте самолёту, и во время второго захода одна из пуль перебила бензиновую трубку (по другой версии ‒ топливопровод засорился), после чего двигатель заглох. Лётчик совершил аварийную посадку на вражеской территории, в результате чего попал в плен.
Хотя Гаррос и поджёг свой самолёт, уничтожить его полностью не смог. Сгорела обшивка фюзеляжа, но бомбы не взорвались, поэтому немцы получили возможность изучить французский синхронизатор пулемёта. Считается, что немецкие конструкторы просто скопировали французское нововведение. На самом деле, разработки синхронизатора велись в Германии ещё до войны, в 1913—1914 годах. Поэтому уже через месяц после вынужденной посадки Гарроса появился первый настоящий истребитель «Фоккер Е-1». Он как две капли воды походил на «Моран-Н», отличаясь от него лишь конструкцией шасси и металлическим каркасом. Однако главным усовершенствованием был пулемёт, снабжённый синхронизатором для стрельбы через винт. Синхронизатор имел существенное отличие — прерыватель стрельбы. При использовании этого несложного устройства не приходилось стрелять по лопастям собственного винта и впустую тратить пули при рикошете. В момент прохождения лопастью линии ствола пулемёт можно было просто «отключать».
Начиная с мая 1915 года такие немецкие машины начали поступать на фронт. Несмотря на категорическое запрещение командования перелетать на них линию фронта, вскоре один из самолётов был подбит, и секрет немецкого синхронизатора стал всеобщим достоянием.
Гаррос пробыл военнопленным 3 года. После нескольких попыток ему удалось бежать в феврале 1918 года.
В середине мая лётчик вернулся на службу. Летом прошёл переподготовку, восстановив навыки пилотирования и изучив новые веяния в технике и тактике воздушной войны. Командование не хотело отпускать его на фронт, предлагая стать инструктором, испытателем или офицером штаба, но он сумел настоять на своём. 23 августа Гаррос получил назначение в свою прежнюю эскадрилью «SPA-26».
|                                        |                                                                                             |                                        |
| Ролан Гаррос, пилот эскадрильи «MS 23» | Награждение лейтенанта Ролана Гарроса орденом Почётного Легиона 6 марта 1918 года. Открытка | Ролан Гаррос, пилот эскадрильи «MS 26» |

В конце сентября и начале октября 1918 г. Гаррос участвовал в нескольких воздушных боях. Утром и вечером 2 октября в паре с комэском капитаном Ксавье де Севеном (12 воздушных побед) он провёл по воздушному бою с тройкой «Фоккеров» и одержал свою четвёртую победу.
5 октября 1918 года в 9:30 утра де Севен повёл в бой пятёрку «СПАДов»-13. При появлении немецких истребителей лейтенант Гарро («SPAD XIII» № 15403) оставил группу и направился к ним, так что командиру пришлось его догонять и возвращать обратно. Потом, когда ниже появилось несколько немецких двухместных разведчиков, он не подчинился приказу к атаке и продолжил набирать высоту для схватки с истребителями. Капитан де Севен вынужден был оставить разведчиков ведомым и идти прикрывать «самовольщика». В этот момент появилась ещё три «Фоккера» («Fokker D.VII»). Гаррос не заметил сигнала «выходим из боя», и оба лётчика вступили в неравную схватку. Скованный боем капитан де Севен вскоре потерял из виду своего товарища, который на аэродром уже не вернулся.
19 октября швейцарские газеты перепечатали сообщение немецкого агентства о том, что «…авиатор Гаррос был убит 5 октября, его самолёт упал в расположении немецких войск». Через несколько дней после этого наступающие французские войска обнаружили в районе Вузье могилу с именем «Гаррос».
Скорее всего, Гарроса сбил лейтенант Герман Хабих из «Jasta 49». Для немецкого лётчика это была 6-я по счёту победа (всего он одержал их 7).
Через пять недель после смерти Ролана Гарроса было подписано перемирие.

## Память
- Именем лётчика был назван теннисный комплекс в Париже, где проводится Открытый чемпионат Франции по теннису. Сам чемпионат также нередко называют турниром «Ролан Гаррос». На теннисном стадионе находится музей «Галери Ролан Гаррос». Музей посвящён истории тенниса, там есть экспозиция об авиаторе, который с детства увлекался теннисом. Гаррос также занимался регби и выступал за французский клуб «Стад Франсе».
- В Сен-Рафаэле в 49 километрах юго-западнее Ниццы на том месте, где финишировал самолёт Гарроса при перелёте через Средиземное море, в апреле 1914 года был открыт памятник.
- Международный аэропорт «Ролан Гаррос» (на острове Реюньон), назван в его честь.
- Место, где он приземлился в Бизерте (Тунис), сейчас называется «Ролан Гаррос».
- Фирма «Пежо» разработала несколько моделей автомобилей «Ролан Гаррос».
- В 100-летие Ролана Гарроса в 1988 году накануне турнира в пресс-ложе теннисного стадиона открыли мемориальную доску и выпустили памятную монету в 10 франков «Roland Garros, 1888—1918» (диаметр 26 мм, вес 10 г, никелевая латунь). В 2012 году выпущена монета 10 евро (диаметр 29 мм, вес 10 г, серебро 500-й пробы)[8].